# Bombardamento di Propaganda Fide
(Franklin Delano Roosevelt, lettera di rassicurazione a papa Pio XII, 4 luglio 1943.)
Il bombardamento anglo-americano del Collegio di Propaganda Fide a Castel Gandolfo è stato un episodio della seconda guerra mondiale ai Castelli Romani, avvenuto il 10 febbraio 1944.
Secondo quanto riferito dagli Alleati, il bombardamento faceva parte delle iniziative belliche volte ad interrompere le linee logistiche tedesche che rifornivano il fronte di Cassino e di Anzio (a sole 20 miglia a sud), in quanto i tedeschi avrebbero regolarmente attraversato il paese con i loro mezzi militari da e per il fronte, e l'abitato risultava "pieno zeppo di nazisti"; la denuncia alleata circa la presenza dei tedeschi presso il Palazzo Pontificio giunse direttamente dal Quartier Generale di Algeri il 5 febbraio, cinque giorni prima del tragico attacco aereo. Le informazioni alleate vennero recisamente smentite dai più alti vertici vaticani: a Washington, monsignor Amleto Giovanni Cicognani, delegato apostolico presso gli Stati Uniti sin dal 1933, all'uopo incaricato dal cardinale Luigi Maglione, dichiarò che nessun soldato tedesco era stato ammesso entro le mura della villa pontificia. Dopo il bombardamento, la National Catholic Welfare Conference emise un comunicato ufficiale affermando che Castel Gandolfo fosse "piena zeppa di profughi italiani", nel numero di circa 15 000, diverse centinaia dei quali erano rimasti uccisi a causa dei bombardamenti alleati.
Dopo l'8 settembre 1943 e l'inizio dell'occupazione tedesca, e ancor di più in seguito allo sbarco anglo-americano ad Anzio il 22 gennaio 1944, la popolazione civile cercò di trovare rifugio in luoghi sicuri. Molti ripararono nelle grotte, come a Marino, o nei rifugi sotterranei, come a Genzano di Roma. Tuttavia, come dimostrarono gli eventi successivi,  questi luoghi non erano sicuri rispetto ad un bombardamento delle fortezze volanti statunitensi, con Marino bombardata più volte per la vicinanza all'aeroporto di Ciampino e con Genzano che fu quasi rasa al suolo, avendo avuto più dell'80% delle case distrutte o fortemente danneggiate.
Molti abitanti di Castel Gandolfo ed Albano Laziale pensarono di ripararsi all'interno del complesso delle Ville Pontificie annesse al Palazzo Pontificio di Castel Gandolfo. L'area, vasta circa una cinquantina di ettari, era stata riconosciuta zona extra-territoriale dall'Italia dopo i Patti lateranensi dell'11 febbraio 1929, pertanto apparteneva al Paese neutrale dello Stato della Città del Vaticano. Gli alleati da parte loro avevano riconosciuto la neutralità del Vaticano, mentre i tedeschi violarono i confini pontifici solo per effettuare retate di oppositori ed ebrei rifugiati in aree sottoposte alla giurisdizione vaticana. Si calcola che quasi 12 000 persone si rifugiarono all'interno del complesso delle Ville Pontificie, formato dalla Villa Pontificia propriamente detta e da Villa Cybo, Villa Barberini e dalla villa del Collegio di Propaganda Fide con l'annessa chiesa di Santa Maria Assunta.
Il 30 gennaio 1944 Genzano di Roma venne colpita dal primo bombardamento aereo alleato; due giorni dopo, il 1, furono colpite Albano Laziale ed Ariccia, e il 2 febbraio Marino. Il 10 febbraio, tra le ore 9 e le 10 del mattino, i bombardieri alleati in due ondate colpirono il Collegio di Propaganda Fide e Villa Barberini, in piena zona extra-territoriale, causando circa 500 vittime, tutti civili rifugiati sotto la protezione di uno stato neutrale.
Il reale numero delle vittime non è stato mai accertato, a causa della lacunosità dei registri di morte conservati presso il Tribunale di Velletri. Il comune di Castel Gandolfo ha dichiarato che 211 residenti nel suo territorio morirono nel bombardamento, mentre l'allora responsabile delle Ville Pontificie, Emilio Bonomelli, dichiarò che c'erano state oltre 500 vittime. Altri testimoni invece parlano di 700 vittime, e altri ancora di 1100 uccisi.
L'Associazione Famigliari Vittime di "Propaganda Fide" ha nel suo statuto l'obiettivo di far proclamare il bombardamento del 10 febbraio 1944 crimine di guerra dalla Corte Internazionale dell'Aia. Ogni anno la stessa associazione, d'accordo con i comuni di Albano Laziale e Castel Gandolfo, commemorano la memoria del bombardamento.